# Resolutie 282 Veiligheidsraad Verenigde Naties
Resolutie 282 van de Veiligheidsraad van de Verenigde Naties werd met twaalf stemmen voor, geen tegen en drie onthoudingen goedgekeurd op 23 juli 1970. Frankrijk, het Verenigd Koninkrijk en de Verenigde Staten onthielden zich van stemming.

## Inhoud
De Veiligheidsraad:
- Heeft de vraag van 40 lidstaten over het rassenconflict in Zuid-Afrika door de apartheidspolitiek overwogen.
- Herhaalt zijn veroordeling van de kwaadaardige en weerzinwekkende apartheidspolitiek en de maatregelen van Zuid-Afrika om deze politiek af te dwingen en uit te breiden voorbij zijn grenzen.
- Erkend de legitimiteit van de strijd van het onderdrukte Zuid-Afrikaanse volk voor hun mensen- en politieke rechten.
- Is erg bezorgd om Zuid-Afrika's weigering om de apartheid af te schaffen en VN-resoluties erover na te leven.
- Is erg bezorgd om de situatie die ontstaat door de schendingen van het opgelegde wapenembargo.
- Is ervan overtuigd dat het wapenembargo moet worden versterkt.
- Is er verder van overtuigd dat de situatie door de voortzetting van de apartheidspolitiek en de versterking van politie en leger een bedreiging van de internationale vrede en -veiligheid vormen.
- Erkend dat de sterke uitbreiding van het wapenarsenaal van het Zuid-Afrikaanse leger een bedreiging is van de veiligheid en soevereiniteit van andere Afrikaanse staten, de buurlanden in het bijzonder, die tegen de apartheid gekant zijn.

1. Herhaalt zijn tegenkanting tegen de apartheid.
2. Herbevestigt de resoluties 181 en 182.
3. Veroordeelt de schendingen van het wapenembargo.
4. Roept alle landen op het wapenembargo te versterken door:
a. Het wapenembargo volledig ten uitvoer te brengen.
b. Alle uitrusting en voertuigen tegen te houden.
c. Reserve-onderdelen tegen te houden.
d. Alle licenties en patenten voor de productie van wapens, munitie, vliegtuigen en vaartuigen aan de Zuid-Afrikaanse overheid of -bedrijven in te trekken en niet langer te verstrekken.
e. Investeringen of bijstand in deze productie te verbieden.
f. Opleiding en andere samenwerking met het Zuid-Afrikaanse leger stop te zetten.
g. Het nodige te doen om bovenstaande maatregelen in de praktijk te brengen.
5. Vraagt de secretaris-generaal om toe te zien op de uitvoering van deze resolutie en hier af en toe over te rapporteren.
6. Roept alle landen op het wapenembargo tegen Zuid-Afrika strikt toe te passen en te helpen met de uitvoering van deze resolutie.

## Verwante resoluties
- Resolutie 190 Veiligheidsraad Verenigde Naties
- Resolutie 191 Veiligheidsraad Verenigde Naties
- Resolutie 283 Veiligheidsraad Verenigde Naties
- Resolutie 311 Veiligheidsraad Verenigde Naties

Lijst ·  276 ·  277 ·  278 ·  279 ·  280 ·  281 ·  282 ·  283 ·  284 ·  285 ·  286 ·  287 ·  288 ·  289 ·  290 ·  291